# بوراولی
بوراولی (به لاتین: Borawli) یک کوه و آتشفشان چینه‌ای در اتیوپی است که در منطقه اداری ۲ (عفر) واقع شده‌است. بوراولی ۸۱۲ متر بالاتر از سطح دریا واقع شده‌است.